# Primera División de Bolivia 2024
La «División Profesional 2024» fue la 91.ª edición de la Primera División de Bolivia. La Federación Boliviana de Fútbol (FBF) organizó y controló el desarrollo del torneo a través de la Comisión de Competiciones de la División Profesional.
En esta edición se redujeron la cantidad de equipos a 16, y el número de departamentos representados a siete, con respecto a la temporada anterior, que contó con ocho. También después de 23 años se volvió a disputar una final nacional para definir al campeón de la temporada y el premio de un millón de dólares.
Esta temporada fue el año del debut de los clubes GV San José y San Antonio Bulo Bulo.

## Sistema de competición
El 10 de enero de 2024 en una reunión del Consejo Superior de la División Profesional se definió la fecha de inicio del torneo estimada para el 16 de febrero. Ese mismo día tras una reunión entre dirigentes se definió el formato de la temporada, se decidió jugar dos torneos, uno por series y otro bajo el sistema de todos contra todos (30 fechas).
El título de campeón de la División Profesional 2024, fue decidido en una final entre los campeones de los torneos Apertura y Clausura. En caso un equipo resultase campeón de ambos torneos, sería declarado automáticamente como campeón nacional de la Primera División 2024.
Los puntos obtenidos por los equipos en ambos torneos cortos (Apertura y Clausura) se unieron a la tabla acumulada para definir el descenso directo e indirecto, y la clasificación a torneos internacionales.
- Descenso: El descenso directo fue atribuido al último equipo de la tabla acumulada, mientras que el penúltimo (puesto 15) tuvo que jugar el play-off por la permanencia en contra del subcampeón de la Copa Simón Bolívar 2024.[4]

### Clasificación a torneos internacionales
La Conmebol otorgó 8 cupos a Bolivia para los torneos internacionales que se decidieron distribuir de la siguiente manera según las conclusiones del Consejo de la División Profesional el 9 de enero de 2024.
Copa Libertadores
- Bolivia 1: Campeón del Torneo Apertura
- Bolivia 2: Campeón del Torneo Clausura
- Bolivia 3: 1.er ubicado de la Tabla acumulada
- Bolivia 4: 5.º ubicado de la Tabla acumulada

Copa Sudamericana
- Bolivia 1: Subcampeón del Torneo Apertura
- Bolivia 2: 2.º ubicado de la Tabla acumulada
- Bolivia 3: 3.er ubicado de la Tabla acumulada
- Bolivia 4: 4.º ubicado de la Tabla acumulada

Nota: En caso de que un equipo repetía alguno de los dos torneos o mejoraba su clasificación a torneos internacionales, los mejores ubicados en la tabla acumulada se hicieron acreedores a los cupos disponibles, siendo el cupo más bajo entre los dos torneos Conmebol 2025 el último de Copa Libertadores.

## Participantes

### Distribución geográfica de los clubes
| Departamento | Cantidad | Club                    |
| ------------ | -------- | ----------------------- |
| Santa Cruz   | 5        | Blooming                |
| Santa Cruz   | 5        | Guabirá                 |
| Santa Cruz   | 5        | Oriente Petrolero       |
| Santa Cruz   | 5        | Real Santa Cruz         |
| Santa Cruz   | 5        | Royal Pari              |
| Cochabamba   | 4        | Aurora                  |
| Cochabamba   | 4        | Jorge Wilstermann       |
| Cochabamba   | 4        | San Antonio Bulo Bulo   |
| Cochabamba   | 4        | Universitario de Vinto  |
| La Paz       | 3        | Always Ready            |
| La Paz       | 3        | Bolívar                 |
| La Paz       | 3        | The Strongest           |
| Chuquisaca   | 1        | Independiente Petrolero |
| Oruro        | 1        | Gualberto Villarroel    |
| Potosí       | 1        | Nacional Potosí         |
| Tarija       | 1        | Real Tomayapo           |

### Ascensos y descensos
Un total de 16 equipos disputaron la liga, 14 equipos de la Primera División 2023, el ganador del partido por la permanencia y el campeón de la Copa Simón Bolívar 2023.
| Pos | Ascendidos a la División Profesional                   |
| --- | ------------------------------------------------------ |
| 1.º | G. V. San José (Campeón de la Copa Simón Bolívar 2023) |
| 2.º | San Antonio Bulo Bulo (Ganador de la promoción)        |

| Pos  | Descendidos                                     |
| ---- | ----------------------------------------------- |
| 15.º | Libertad Gran Mamoré (Perdedor de la promoción) |
| 16.º | Vaca Díez (Penúltimo de los promedios)          |
| 17.º | Atlético Palmaflor (Último de los promedios)    |

### Información de los clubes
| Equipo                  | Ciudad                  | Estadio                  | Aforo  | Proveedor          |
| ----------------------- | ----------------------- | ------------------------ | ------ | ------------------ |
| Always Ready            | El Alto                 | Municipal de El Alto     | 25 000 | Marathon Sports    |
| Aurora                  | Cochabamba              | Félix Capriles           | 32 000 | Marathon Sports    |
| Blooming                | Santa Cruz de la Sierra | Ramón Aguilera Costas    | 38 500 | Marathon Sports    |
| Bolívar                 | La Paz                  | Hernando Siles           | 42 000 | Puma               |
| Guabirá                 | Montero                 | Gilberto Parada          | 18 000 | Forte Athletic     |
| Gualberto Villarroel SJ | Oruro                   | Jesús Bermúdez           | 33 000 | Arce Sport         |
| Independiente Petrolero | Sucre                   | Olímpico Patria          | 30 000 | Red White          |
| Jorge Wilstermann       | Cochabamba              | Félix Capriles           | 32 000 | Forte Athletic     |
| Nacional Potosí         | Potosí                  | Víctor Agustín Ugarte    | 30 000 | Willys Athletic    |
| Oriente Petrolero       | Santa Cruz de la Sierra | Ramón Aguilera Costas    | 38 500 | Marathon Sports    |
| Real Santa Cruz         | Santa Cruz de la Sierra | Real Santa Cruz          | 12 000 | Arce Sport         |
| Real Tomayapo           | Tarija                  | IV Centenario            | 20 000 | Oxígeno Wear Sport |
| Royal Pari              | Santa Cruz de la Sierra | Ramón Aguilera Costas    | 38 500 | Marathon Sports    |
| San Antonio             | Entre Rios              | Carlos Villegas          | 17 000 | Oxigeno wear sport |
| The Strongest           | La Paz                  | Hernando Siles           | 42 000 | Marathon Sports    |
| Universitario de Vinto  | Vinto                   | Municipal de Quillacollo | 2 000  | Oxigeno wear sport |

## Justicia deportiva

### Listado de árbitros centrales
- Angel Flores
- Juan Rapu Sairama
- Jorge Zeballos
- Edson Canedo
- Renán Castillo
- Angel Flores
- Marco Ramírez
- Dilio Rodríguez
- Carlos García
- Juan Carlos Huanca
- Anyelo Maija
- José Mena Núñez
- Raúl Orosco
- Hostin Prado
- Williams Romero
- Porfidio Serrano
- Charles Terrazas
- Gustavo Vera Cardozo
- Rodolfo Vera Peñarrieta
- Ronald Villegas
- Miguel Balboa
- Gabriel Mendoza
- Guildo Quenta
- José Quintanilla
- Alejandra Quisbert
- Herlan Salazar
- Ramiro Ticona
- Alvaro Campos
- Cristian Condori
- Jonathan Mamani
- José Quintanilla
- Javier Revollo
- Gery Vargas
- Mijael López
- Jhonny Choque
- Ronald Mamani
- Weimar Nina
- Elvis Rodríguez
- Carlos Arteaga
- Juan Nelio García
- José Gutiérrez
- Juan Gutiérrez
- Ivo Méndez
- Santiago Silva
- Rafael Subirana
- Miguel Vargas
- Luis Villarroel
- Jordy Alemán
- Nelson Barro
- Cristian Cruz
- Jorge Justiniano
- Bladimir Rueda
- Héctor Sandoval

- Fuente:paraelfutbol

## Torneo Apertura

### Series
Serie A
| Pos. | Equipo                | Pts. | PJ | G | E | P | GF | GC | Dif. | Clasificación |
| ---- | --------------------- | ---- | -- | - | - | - | -- | -- | ---- | ------------- |
| 1    | The Strongest         | 16   | 8  | 5 | 1 | 2 | 17 | 15 | +2   | Liguilla      |
| 2    | San Antonio Bulo Bulo | 14   | 8  | 4 | 2 | 2 | 15 | 7  | +8   | Liguilla      |
| 3    | Real Tomayapo         | 11   | 8  | 3 | 2 | 3 | 10 | 12 | −2   |               |
| 4    | Real Santa Cruz       | 4    | 8  | 1 | 1 | 6 | 8  | 17 | −9   |               |

 Fuente: FBF
Serie B
| Pos. | Equipo          | Pts. | PJ | G | E | P | GF | GC | Dif. | Clasificación |
| ---- | --------------- | ---- | -- | - | - | - | -- | -- | ---- | ------------- |
| 1    | Aurora          | 14   | 8  | 4 | 2 | 2 | 14 | 7  | +7   | Liguilla      |
| 2    | Nacional Potosí | 14   | 8  | 4 | 2 | 2 | 13 | 11 | +2   | Liguilla      |
| 3    | Blooming        | 14   | 8  | 4 | 2 | 2 | 12 | 12 | 0    |               |
| 4    | Royal Pari      | 8    | 8  | 2 | 2 | 4 | 7  | 10 | −3   |               |

 Fuente: FBF
Serie C
| Pos. | Equipo                  | Pts. | PJ | G | E | P | GF | GC | Dif. | Clasificación |
| ---- | ----------------------- | ---- | -- | - | - | - | -- | -- | ---- | ------------- |
| 1    | Universitario de Vinto  | 14   | 8  | 4 | 2 | 2 | 8  | 7  | +1   | Liguilla      |
| 2    | Independiente Petrolero | 11   | 8  | 3 | 2 | 3 | 10 | 11 | −1   | Liguilla      |
| 3    | Guabirá                 | 10   | 8  | 3 | 1 | 4 | 12 | 11 | +1   |               |
| 4    | Always Ready            | 6    | 8  | 1 | 3 | 4 | 6  | 10 | −4   |               |

 Fuente: FBF
Serie D
| Pos. | Equipo            | Pts. | PJ | G | E | P | GF | GC | Dif. | Clasificación |
| ---- | ----------------- | ---- | -- | - | - | - | -- | -- | ---- | ------------- |
| 1    | Bolívar           | 16   | 8  | 5 | 1 | 2 | 19 | 13 | +6   | Liguilla      |
| 2    | GV San José       | 11   | 8  | 3 | 2 | 3 | 12 | 14 | −2   | Liguilla      |
| 3    | Oriente Petrolero | 10   | 8  | 3 | 1 | 4 | 9  | 13 | −4   |               |
| 4    | Jorge Wilstermann | 5    | 8  | 1 | 2 | 5 | 12 | 14 | −2   |               |

 Fuente: FBF

### Liguilla
|  | Cuartos de final                             | Cuartos de final                             | Cuartos de final                             | Cuartos de final                             | Cuartos de final                             |   |                         | Semifinales                               | Semifinales                               | Semifinales                               | Semifinales                               | Semifinales                               |  |                        | Final                              | Final                              | Final                              | Final                              | Final                              |  |
|  | 14-15 de abril (ida) 17-18 de abril (vuelta) | 14-15 de abril (ida) 17-18 de abril (vuelta) | 14-15 de abril (ida) 17-18 de abril (vuelta) | 14-15 de abril (ida) 17-18 de abril (vuelta) | 14-15 de abril (ida) 17-18 de abril (vuelta) |   |                         | 20-22 de abril (ida) 28 de abril (vuelta) | 20-22 de abril (ida) 28 de abril (vuelta) | 20-22 de abril (ida) 28 de abril (vuelta) | 20-22 de abril (ida) 28 de abril (vuelta) | 20-22 de abril (ida) 28 de abril (vuelta) |  |                        | 1 de mayo (ida) 5 de mayo (vuelta) | 1 de mayo (ida) 5 de mayo (vuelta) | 1 de mayo (ida) 5 de mayo (vuelta) | 1 de mayo (ida) 5 de mayo (vuelta) | 1 de mayo (ida) 5 de mayo (vuelta) |  |
|  |                                              |                                              |                                              |                                              |                                              |   |                         |                                           |                                           |                                           |                                           |                                           |  |                        |                                    |                                    |                                    |                                    |                                    |  |
|  |                                              |                                              |                                              |                                              |                                              |   |                         |                                           |                                           |                                           |                                           |                                           |  |                        |                                    |                                    |                                    |                                    |                                    |  |
|  | GV San José                                  | GV San José                                  | 0                                            | 1                                            | 1                                            |   |                         |                                           |                                           |                                           |                                           |                                           |  |                        |                                    |                                    |                                    |                                    |                                    |  |
|  | GV San José                                  | GV San José                                  | 0                                            | 1                                            | 1                                            |   |                         |                                           |                                           |                                           |                                           |                                           |  |                        |                                    |                                    |                                    |                                    |                                    |  |
|  | The Strongest                                | The Strongest                                | 2                                            | 2                                            | 4                                            |   |                         |                                           |                                           |                                           |                                           |                                           |  |                        |                                    |                                    |                                    |                                    |                                    |  |
|  | The Strongest                                | The Strongest                                | 2                                            | 2                                            | 4                                            |   | The Strongest           | The Strongest                             | 1                                         | 1                                         | 2 (8)                                     |                                           |  |                        |                                    |                                    |                                    |                                    |                                    |  |
|  |                                              |                                              |                                              |                                              |                                              |   | The Strongest           | The Strongest                             | 1                                         | 1                                         | 2 (8)                                     |                                           |  |                        |                                    |                                    |                                    |                                    |                                    |  |
|  |                                              |                                              | Universitario de Vinto                       | Universitario de Vinto                       | 0                                            | 2 | 2 (9)                   |                                           |                                           |                                           |                                           |                                           |  |                        |                                    |                                    |                                    |                                    |                                    |  |
|  | Nacional Potosí                              | Nacional Potosí                              | Universitario de Vinto                       | Universitario de Vinto                       | 0                                            | 2 | 2 (9)                   | 0                                         | 1                                         | 1                                         |                                           |                                           |  |                        |                                    |                                    |                                    |                                    |                                    |  |
|  | Nacional Potosí                              | Nacional Potosí                              |                                              |                                              |                                              |   |                         |                                           |                                           | 1                                         |                                           |                                           |  |                        |                                    |                                    |                                    |                                    |                                    |  |
|  | Universitario de Vinto                       | Universitario de Vinto                       | 1                                            | 3                                            | 4                                            |   |                         |                                           |                                           |                                           |                                           |                                           |  |                        |                                    |                                    |                                    |                                    |                                    |  |
|  | Universitario de Vinto                       | Universitario de Vinto                       | 1                                            | 3                                            | 4                                            |   |                         |                                           |                                           |                                           |                                           |                                           |  | Universitario de Vinto | Universitario de Vinto             | 1                                  | 1                                  | 2                                  |                                    |  |
|  |                                              |                                              |                                              |                                              |                                              |   |                         |                                           |                                           |                                           |                                           |                                           |  | Universitario de Vinto | Universitario de Vinto             | 1                                  | 1                                  | 2                                  |                                    |  |
|  |                                              |                                              | San Antonio Bulo Bulo                        | San Antonio Bulo Bulo                        | 2                                            | 1 | 3                       |                                           |                                           |                                           |                                           |                                           |  |                        |                                    |                                    |                                    |                                    |                                    |  |
|  | Independiente Petrolero                      | Independiente Petrolero                      | San Antonio Bulo Bulo                        | San Antonio Bulo Bulo                        | 2                                            | 1 | 3                       | 0                                         | 3                                         | 3 (5)                                     |                                           |                                           |  |                        |                                    |                                    |                                    |                                    |                                    |  |
|  | Independiente Petrolero                      | Independiente Petrolero                      |                                              |                                              |                                              |   |                         |                                           |                                           | 3 (5)                                     |                                           |                                           |  |                        |                                    |                                    |                                    |                                    |                                    |  |
|  | Aurora                                       | Aurora                                       | 1                                            | 2                                            | 3 (4)                                        |   |                         |                                           |                                           |                                           |                                           |                                           |  |                        |                                    |                                    |                                    |                                    |                                    |  |
|  | Aurora                                       | Aurora                                       | 1                                            | 2                                            | 3 (4)                                        |   | Independiente Petrolero | Independiente Petrolero                   | 1                                         | 3                                         | 4                                         |                                           |  |                        |                                    |                                    |                                    |                                    |                                    |  |
|  |                                              |                                              |                                              |                                              |                                              |   | Independiente Petrolero | Independiente Petrolero                   | 1                                         | 3                                         | 4                                         |                                           |  |                        |                                    |                                    |                                    |                                    |                                    |  |
|  |                                              |                                              | San Antonio Bulo Bulo                        | San Antonio Bulo Bulo                        | 6                                            | 1 | 7                       |                                           |                                           |                                           |                                           |                                           |  |                        |                                    |                                    |                                    |                                    |                                    |  |
|  | San Antonio Bulo Bulo                        | San Antonio Bulo Bulo                        | San Antonio Bulo Bulo                        | San Antonio Bulo Bulo                        | 6                                            | 1 | 7                       | 1                                         | 1                                         | 2                                         |                                           |                                           |  |                        |                                    |                                    |                                    |                                    |                                    |  |
|  | San Antonio Bulo Bulo                        | San Antonio Bulo Bulo                        |                                              |                                              |                                              |   |                         |                                           |                                           | 2                                         |                                           |                                           |  |                        |                                    |                                    |                                    |                                    |                                    |  |
|  | Bolívar                                      | Bolívar                                      | 0                                            | 1                                            | 1                                            |   |                         |                                           |                                           |                                           |                                           |                                           |  |                        |                                    |                                    |                                    |                                    |                                    |  |
|  | Bolívar                                      | Bolívar                                      | 0                                            | 1                                            | 1                                            |   |                         |                                           |                                           |                                           |                                           |                                           |  |                        |                                    |                                    |                                    |                                    |                                    |  |
|  |                                              |                                              |                                              |                                              |                                              |   |                         |                                           |                                           |                                           |                                           |                                           |  |                        |                                    |                                    |                                    |                                    |                                    |  |

|                                                               |
| Campeón San Antonio Bulo Bulo Clasificado a la Final Nacional |

## Torneo Clausura

### Tabla de posiciones
| Pos. | Equipo                  | Pts. | PJ | G  | E  | P  | GF | GC | Dif. | Clasificación                                        |
| ---- | ----------------------- | ---- | -- | -- | -- | -- | -- | -- | ---- | ---------------------------------------------------- |
| 1    | Bolívar                 | 67   | 30 | 20 | 7  | 3  | 76 | 25 | +51  | Final Nacional y fase de grupos de Copa Libertadores |
| 2    | The Strongest           | 60   | 30 | 18 | 6  | 6  | 62 | 34 | +28  |                                                      |
| 3    | GV San José             | 48   | 30 | 14 | 6  | 10 | 62 | 40 | +22  |                                                      |
| 4    | Aurora                  | 48   | 30 | 12 | 12 | 6  | 49 | 40 | +9   |                                                      |
| 5    | Always Ready            | 46   | 30 | 13 | 7  | 10 | 48 | 37 | +11  |                                                      |
| 6    | Nacional Potosí         | 46   | 30 | 13 | 7  | 10 | 52 | 47 | +5   |                                                      |
| 7    | Blooming                | 45   | 30 | 13 | 6  | 11 | 36 | 43 | −7   |                                                      |
| 8    | Jorge Wilstermann       | 44   | 30 | 11 | 11 | 8  | 35 | 30 | +5   |                                                      |
| 9    | Real Tomayapo           | 43   | 30 | 13 | 4  | 13 | 41 | 41 | 0    |                                                      |
| 10   | Independiente Petrolero | 36   | 30 | 9  | 9  | 12 | 48 | 58 | −10  |                                                      |
| 11   | Oriente Petrolero       | 35   | 30 | 10 | 5  | 15 | 44 | 58 | −14  |                                                      |
| 12   | Universitario de Vinto  | 34   | 30 | 9  | 7  | 14 | 36 | 47 | −11  |                                                      |
| 13   | San Antonio Bulo Bulo   | 31   | 30 | 8  | 7  | 15 | 40 | 58 | −18  |                                                      |
| 14   | Guabirá                 | 30   | 30 | 8  | 6  | 16 | 36 | 53 | −17  |                                                      |
| 15   | Royal Pari              | 29   | 30 | 7  | 8  | 15 | 30 | 46 | −16  |                                                      |
| 16   | Real Santa Cruz         | 22   | 30 | 6  | 4  | 20 | 30 | 68 | −38  |                                                      |

 Fuente: FBF
|                                                 |
| Campeón Bolívar Clasificado a la Final Nacional |

## Tabla acumulada
Se determinó con la sumatoria de todos los puntos obtenidos de los dos torneos de la temporada 2024: la fase de grupos del Apertura y todos los partidos del Clausura, en total por equipo se contabilizaron 38 partidos.
Se utilizó la siguiente tabla para la clasificación a la Copa Libertadores y a la Copa Sudamericana de 2025. También para determinar el descenso directo e indirecto.
| Pos. | Equipo                  | Pts. | PJ | G  | E  | P  | GF | GC | Dif. | Clasificación                       |
| ---- | ----------------------- | ---- | -- | -- | -- | -- | -- | -- | ---- | ----------------------------------- |
| 1    | Bolívar (C)             | 83   | 38 | 25 | 8  | 5  | 95 | 38 | +57  | Fase de grupos de Copa Libertadores |
| 2    | The Strongest           | 76   | 38 | 23 | 7  | 8  | 79 | 49 | +30  | Fase 2 de Copa Libertadores         |
| 3    | Aurora                  | 62   | 38 | 16 | 14 | 8  | 63 | 47 | +16  | Primera fase de Copa Sudamericana   |
| 4    | Nacional Potosí         | 60   | 38 | 17 | 9  | 12 | 65 | 58 | +7   | Primera fase de Copa Sudamericana   |
| 5    | GV San José             | 59   | 38 | 17 | 8  | 13 | 74 | 54 | +20  | Primera fase de Copa Sudamericana   |
| 6    | Blooming                | 59   | 38 | 17 | 8  | 13 | 48 | 55 | −7   | Fase 1 de Copa Libertadores         |
| 7    | Real Tomayapo           | 54   | 38 | 16 | 6  | 16 | 51 | 53 | −2   |                                     |
| 8    | Always Ready            | 52   | 38 | 14 | 10 | 14 | 54 | 47 | +7   |                                     |
| 9    | Jorge Wilstermann       | 49   | 38 | 12 | 13 | 13 | 47 | 44 | +3   |                                     |
| 10   | Universitario de Vinto  | 48   | 38 | 13 | 9  | 16 | 44 | 54 | −10  | Primera fase de Copa Sudamericana   |
| 11   | Independiente Petrolero | 47   | 38 | 12 | 11 | 15 | 58 | 69 | −11  |                                     |
| 12   | San Antonio Bulo Bulo   | 45   | 38 | 12 | 9  | 17 | 55 | 65 | −10  | Fase de grupos de Copa Libertadores |
| 13   | Oriente Petrolero       | 45   | 38 | 13 | 6  | 19 | 53 | 71 | −18  |                                     |
| 14   | Guabirá                 | 40   | 38 | 11 | 7  | 20 | 48 | 64 | −16  |                                     |
| 15   | Royal Pari (D)          | 37   | 38 | 9  | 10 | 19 | 37 | 56 | −19  | Descenso indirecto                  |
| 16   | Real Santa Cruz (D)     | 26   | 38 | 7  | 5  | 26 | 38 | 85 | −47  | Descenso de categoría               |

 Fuente: FBF
Notas:
1. ↑  Campeón del Torneo Clausura.
2. ↑  Subcampeón del Torneo Apertura.
3. ↑  Campeón del Torneo Apertura.
4. ↑  Excluido de la División Profesional.

## Play-off de ascenso y descenso indirecto
El penúltimo equipo ubicado en la tabla acumulada de la División Profesional, Royal Pari, se enfrentó contra el subcampeón de la Copa Simón Bolívar, el club Real Oruro, a ida y vuelta.
| Ida; 21 de diciembre | Royal Pari                                     | 4 – 0   | Real Oruro | Estadio Ramón Aguilera Costas, Santa Cruz de la Sierra |                        |
| 15:00 (UTC-4)        | - Gil 8' - Zurita 16' - Alves 23' - Moreno 59' | Reporte |            | Árbitro(s): Bruno Vera                                 | Árbitro(s): Bruno Vera |

| Vuelta; 23 de diciembre | Real Oruro                                          | Abandonado | Royal Pari | Estadio Jesús Bermúdez, Oruro |                             |
| 15:00 (UTC-4) | - Bravo 9' - Pérez 34' (a.g.) - Gustavo Ribeiro 38' | Reporte    |            | Árbitro(s): Gabriel Mendoza   | Árbitro(s): Gabriel Mendoza |
| El partido de vuelta se abandonó después de 81 minutos de juego con Totora Real Oruro liderando 3-0 cuando los jugadores de Royal Pari se retiraron del campo. El 6 de enero de 2025, el Tribunal de Disciplina Deportiva de la FBF dictaminó la exclusión de Royal Pari de la competición debido a lo ocurrido en el partido de vuelta, es decir que Totora Real Oruro ascendió a la División Profesional y Royal Pari descendió al Campeonato de la Asociación de Fútbol de Santa Cruz. |                                                     |            |            |                               |                             |

- Royal Pari descendió a la Asociación Cruceña de Fútbol, mientras que Real Oruro ascendió a la División Profesional de Bolivia.

## Final
Esta final la disputaron el campeón del Torneo Apertura y Clausura, para definir al Campeón Nacional de la temporada. Si un equipo se consagraba campeón de los dos torneos, automáticamente, se consagraba Campeón Nacional.
Si bien el Consejo de la División Profesional había decidido antes del inicio de la temporada que la final del campeonato se jugaría a doble partido, el 12 de diciembre de 2024 se anunció que, para finalizar la temporada antes de Navidad como estaba previsto en el calendario original, esta final se jugaría a partido único. El encuentro se jugó en Cochabamba el 22 de diciembre de 2024.
| San Antonio Bulo Bulo |  |  | Campeón del Torneo Apertura |
| Bolívar               |  |  | Campeón del Torneo Clausura |

### Partido
| Final única; 22 de diciembre | San Antonio Bulo Bulo | 0 – 2   | Bolívar                           | Estadio Félix Capriles, Cochabamba |                          |
| 17:00 (UTC-4)                |                       | Reporte | - R. Vaca 45+1' - Fábio Gomes 87' | Árbitro(s): Jordy Alemán           | Árbitro(s): Jordy Alemán |

|                              |
| Bandera de Bolivia           |
| Campeón Bolívar 31.er título |

## Clasificación a torneos Conmebol

### Copa Libertadores 2025
| Cupo      | Equipo                | Fase           | Método de clasificación                    |
| --------- | --------------------- | -------------- | ------------------------------------------ |
| Bolivia 1 | San Antonio Bulo Bulo | Fase de grupos | Campeón del Torneo Apertura                |
| Bolivia 2 | Bolívar               | Fase de grupos | Campeón del Torneo Clausura                |
| Bolivia 3 | The Strongest         | Fase 2         | Mejor ubicado de la tabla acumulada        |
| Bolivia 4 | Blooming              | Fase 1         | Quinto mejor ubicado de la tabla acumulada |

### Copa Sudamericana 2025
| Cupo      | Equipo                 | Fase   | Método de clasificación                     |
| --------- | ---------------------- | ------ | ------------------------------------------- |
| Bolivia 1 | Universitario de Vinto | Fase 1 | Subcampeón del Torneo Apertura              |
| Bolivia 2 | Aurora                 | Fase 1 | Segundo mejor ubicado de la tabla acumulada |
| Bolivia 3 | Nacional Potosí        | Fase 1 | Tercero mejor ubicado de la tabla acumulada |
| Bolivia 4 | GV San José            | Fase 1 | Cuarto mejor ubicado de la tabla acumulada  |